# Ursula Strauss
Ursula Strauss (Melk, 25 aprile 1974) è un'attrice e cantante austriaca.

## Biografia
Ursula Strauss è cresciuta a Pöchlarn nel distretto di Melk, dove suo padre Rupert Strauß è stato sindaco per l'ÖVP . Dopo essersi diplomata presso l'istituto scolastico per la scuola materna ad Amstetten, si è trasferita a Vienna dove ha frequentato la scuola di recitazione al Volkstheater dal 1993 al 1996. Successivamente è stata impegnata in vari ruoli al Volkstheater. Successivamente ha recitato nell'Hoftheater Gossam, nella St. Pöltner Bühne im Hof, al Melker Sommerspiele, all'Ensemble Theatre Wien, al Theater Drachengasse, al Theater in der Josefstadt, al Theater Kiel, allo Stadttheater Klagenfurt e al TEATA Köln.

## Carriera
La sua carriera cinematografica è iniziata nel 1999. Il suo primo ruolo da protagonista è stato in Bad Cells (2003). Per il suo ruolo principale in Revanche (2008), ha ricevuto un premio speciale al Graz Film Festival Diagonale, che di solito non premia la recitazione.

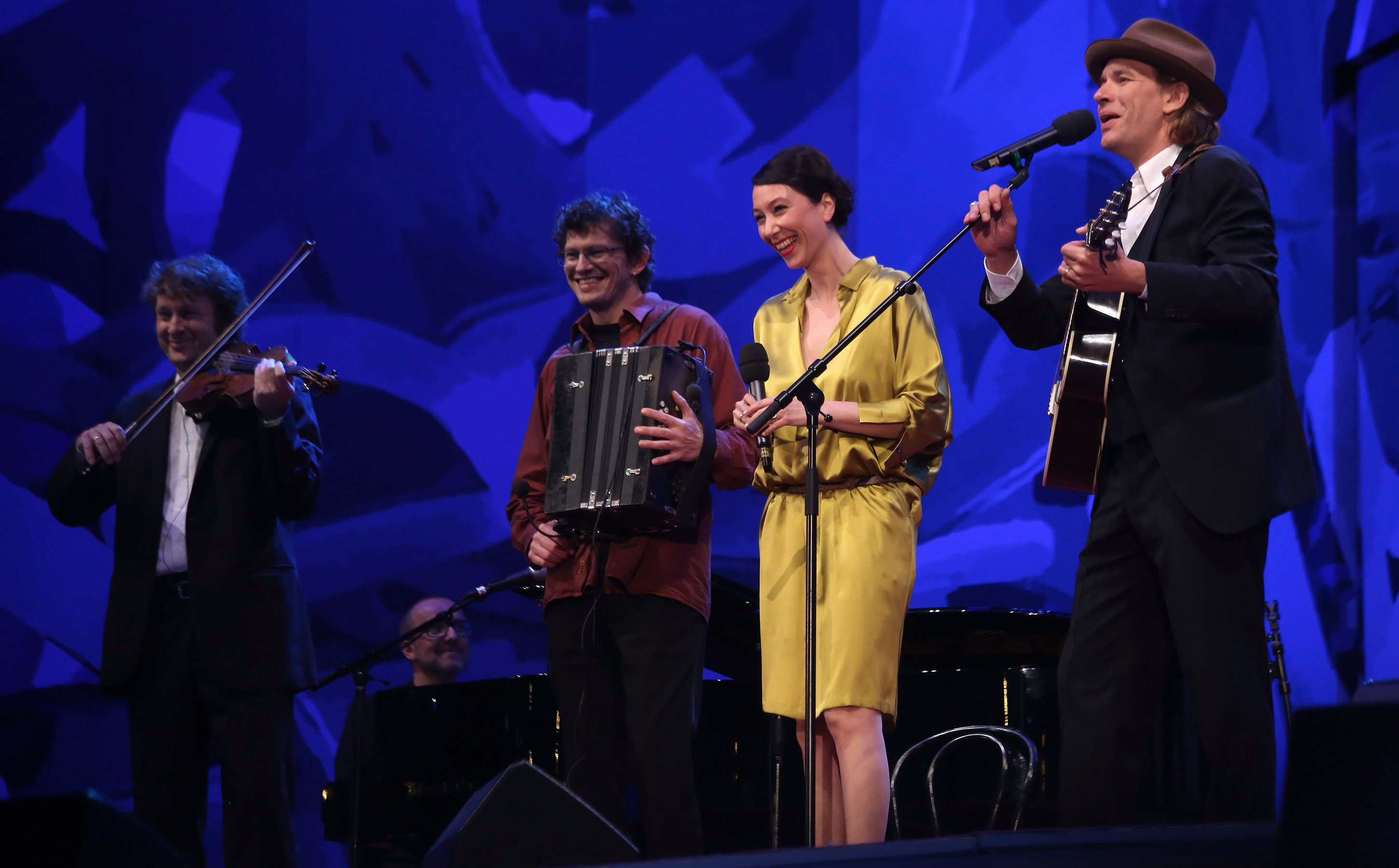
2013 all'apertura del Wiener Festwochen

Dopo le apparizioni in diverse serie televisive, ha interpretato nella serie televisiva poliziesca del 2009 Fast Forward  il ruolo principale dell'Ispettore Capo Angelika Schnell, per il quale ha ricevuto un Premio Romy nel 2010. Nel 2012 ha vinto l'Austrian Film Prize per la sua interpretazione nel film di Elisabeth Scharang "Forse in un'altra vita".
Nell'ottobre 2013 ha assunto la presidenza dell'Academy of Austrian Film insieme a Stefan Ruzowitzky .
Dopo un grave incidente stradale nel settembre 2014, ha dovuto annullare le riprese programmate con la TV ORF per la serie poliziesca Fast Forward .
Nell'estate del 2018 ha interpretato il ruolo di Brunilde al festival dei Nibelunghi di Worms, diretta da Roger Vontobel.

## Filmografia parziale
Cinema
- Gelbe Kirschen, regia di Leopold Lummerstorfer (2000)
- Böse Zellen, regia di Barbara Albert (2003)
- Kotsch, regia di Helmut Köpping (2004)
- Crash Test Dummies, regia di Jörg Kalt (2005)
- Krankheit der Jugend (2006)
- Fallen, regia di Barbara Albert (2006)
- Revanche - Ti ucciderò (Revanche), regia di Götz Spielmann (2008)
- Vielleicht in einem anderen Leben, regia di Elisabeth Scharang (2010)
- Mein bester Feind, regia di Wolfgang Murnberger (2011)
- Oktober November, regia di Götz Spielmann (2013)
- MindGamers (2015)
- La primavera di Christine, regia di Mirjam Unger (2016)
- Mein Fleisch und Blut (2016)

Film TV
- Kampl, regia di Herbert Föttinger – film TV (2005)
- 2005: Zwei Weihnachtshunde
- 2008: Ein halbes Leben (Regia: Nikolaus Leytner)
- 2008: Die Liebe ein Traum (Regia: Xaver Schwarzenberger)
- 2010: Die Spätzünder (Regia: Wolfgang Murnberger)
- 2010: Aufschneider (Regia: David Schalko)
- 2010: Willkommen in Wien (Regia: Nikolaus Leytner)
- 2011: Die Abstauber (Regia: Wolfgang Murnberger)
- 2013: Alles Schwindel (Regia: Wolfgang Murnberger)
- 2013: Tod in den Bergen
- 2013: Die Spätzünder 2 – Der Himmel soll warten (Regia: Wolfgang Murnberger)
- 2014: Eine Handvoll Briefe
- 2015: Käthe Kruse
- 2015: Meine fremde Frau
- 2015: Margarethe Ottillinger – Die Frau, die zu viel wusste (Regia: Klaus T. Steindl)
- 2016: Die Stille danach
- 2016: Das Sacher
- 2017: Meine fremde Freundin

Serie televisive
- Il Commissario Rex (Kommissar Rex) – serie TV (2004)
- 2005: SOKO Kitzbühel – Blattschuss
- 2007: Novotny &amp; Maroudi – Zahngötter in Weiß (apparizione in 2 episodi)
- 2008: Trautmann – Die Hanno-Herz-Story
- dal 2009: Fast Forward (Schnell ermittelt)
- 2009: Tatort – Kinderwunsch
- 2012: Spuren des Bösen – Racheengel
- 2014: Unter Verdacht – Mutterseelenallein (Regia: Martin Weinhart)
- 2014: Polizeiruf 110 – Abwärts
- 2014: Boͤsterreich
- 2015: Altes Geld (Miniserie, 8 episodi)
- 2015: Das Institut – Oase des Scheiterns
- 2016: Pregau – Kein Weg zurück
- 2018: Tatort: Ich töte niemand

Cortometraggi
- 2009: WIR-BEIDE-TEE[5]
- 2018: Es wird besser[6]

## Discografia
- 2020 – Wüdnis (con Ernst Molden)
- 2022 – Oame Söö (con Ernst Molden, Herbert Pixner, Maria Petrova e Manuel Randi)

## Premi

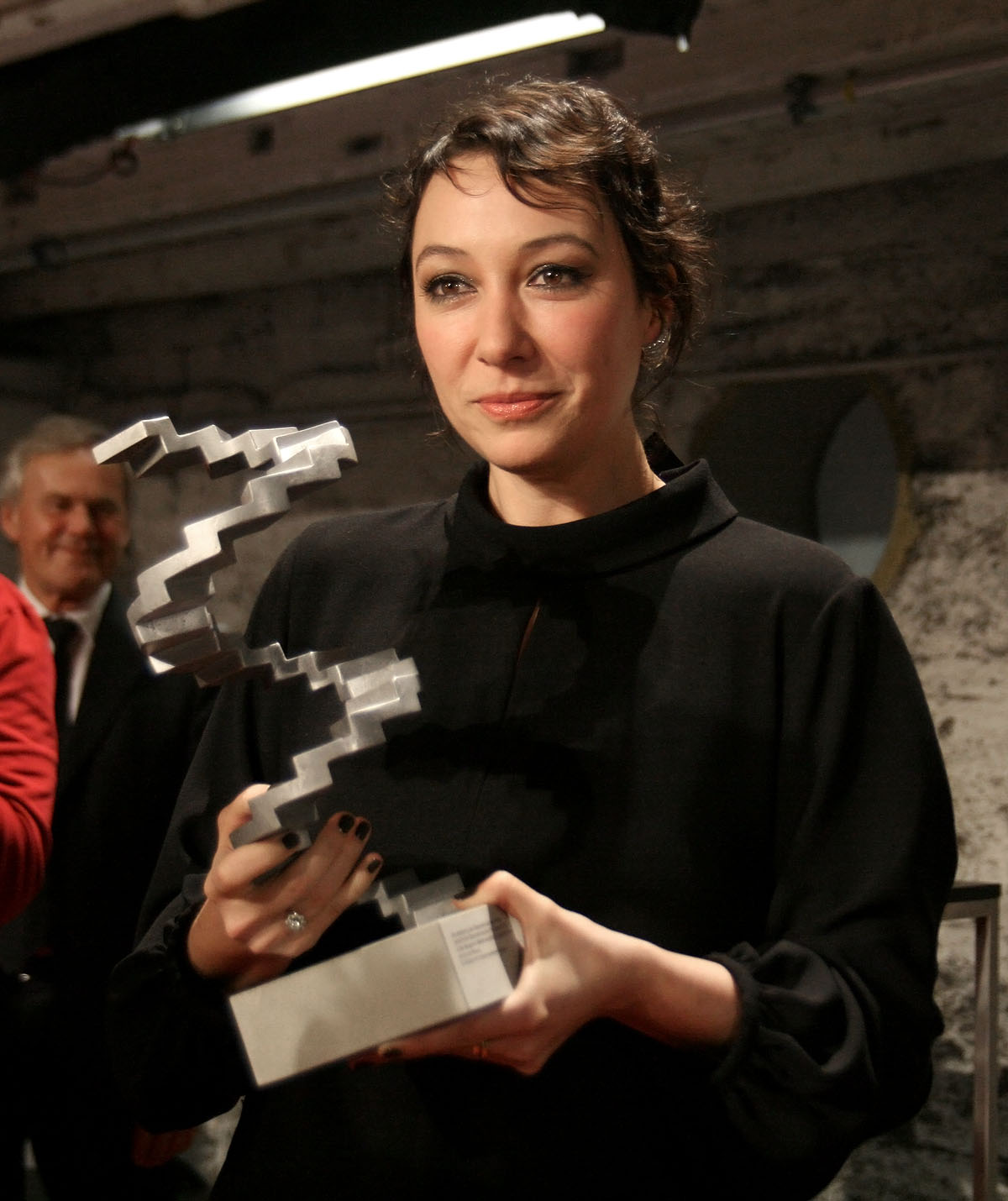
Austrian Film Award 2012: Ursula Strauss con il trofeo

- 2008: Diagonale – Premio speciale della Giuria per una prestazione notevole in Revanche
- 2010: Premio Romy come attrice protagonista della serie televisiva Fast Forward (Schnell ermittelt)
- 2011: Premio Romy come migliore attrice
- 2012: Österreichischer Filmpreis come migliore attrice in Vielleicht in einem anderen Leben
- 2016: Diagonale-Schauspielpreis per La primavera di Christine
- 2016: Premio Romy come migliore attrice Kino/TV-Film in Meine fremde Frau
- 2017: Premio Romy come migliore attrice Kino/TV-Film
- 2018: Mario-Adorf-Preis der Nibelungen-Festspiele Worms[7]

## Pubblicazioni
- 2018: Warum ich nicht mehr fliegen kann und wie ich gegen Zwerge kämpfte: Bilder und Geschichten, aufgezeichnet von Doris Priesching, Amalthea Signum Verlag, ISBN 978-3-99050-131-3